# 乳井大士
乳井 大士（にゅうい だいし、2003年4月1日 - ）は、ジャパンラグビーリーグワン豊田自動織機シャトルズ愛知に所属するラグビーユニオン選手。

## 経歴
中部大学春日丘高等学校では、3年時に花園（全国高等学校ラグビーフットボール大会）へ右プロップで先発出場した。
京都産業大学では、2年時から控えで関西大学リーグに出場。3年時と4年時には、大学選手権でベスト4に進出した。
2025年2月4日、ジャパンラグビーリーグワン豊田自動織機シャトルズ愛知への加入を発表した。同年3月、京都産業大学卒業。